# Corvo (arma)

Diagramma di un corvo.

Il corvo (dal latino corvus, "corvo") era un congegno di abbordaggio navale utilizzato dai Romani nelle battaglie navali della Prima Guerra Punica contro Cartagine.
Nel libro III delle Storie, Polibio descrive il corvo come una passerella mobile larga 1,2 m e lunga 10,9 m, con un piccolo parapetto su entrambi i lati. Il ponte era dotato di uncini alle estremità che agganciavano la nave nemica, consentendo alla fanteria di combattere quasi come sulla terraferma.
La nuova arma fu ideata per compensare la mancanza di esperienza in battaglie fra navi e consentì una tecnica di combattimento che permetteva di sfruttare la conoscenza delle tattiche di combattimento terrestri in cui Roma era maestra. L'efficienza di quest'arma fu provata per la prima volta nella battaglia di Milazzo, la prima vittoria navale romana; e continuò ad essere provata negli anni successivi, specialmente nella dura battaglia di Capo Ecnomo.
In seguito, con la crescita dell'esperienza romana nella guerra navale, il corvo fu abbandonato a causa del suo impatto sulla navigabilità dei vascelli da guerra, sostituito da altri sistemi come l'Arpagone.

## Origine del nome
Il congegno di abbordaggio navale probabilmente fu chiamato "corvus" (corvo) in onore e ricordo della vittoria sui Galli ottenuta da Marco Valerio Corvo nella battaglia del 349 a.C., in questa occasione Marco Valerio vinse con l'aiuto di un corvo che si aggrappò al nemico strappandogli un occhio. Analogamente al corvo della leggendaria battaglia il congegno permetteva alle navi romane di aggrapparsi con un grosso uncino di ferro "a becco di corvo" alla nave nemica.